# Rhyzodiastes gestroi
Rhyzodiastes gestroi es una especie de escarabajo terrestre, categorizada en la tribu Clinidiini, de la subfamilia Rhysodinae. Se atribuye su descripción al entomólogo de origen francés Antoine Henri Grouvelle, quien la citó por primera vez en 1903.

## Descripción
La especie mide 6,2-7,0 mm de longitud. Cabeza ligeramente más larga que ancha, estilete antenal acuminado, cuenta con antenas relativamente extensas y delgadas, surcos frontales bastante anchos y profundos. Pronoto moderadamente alargado de hasta 1,44 mm de longitud, élitros relativamente cortos y anchos.

## Distribución
Se distribuye por Asia, en Sumatra (Indonesia).